# Save Me (chanson de Muse)
 (octobre 2024).
- Si vous ne connaissez pas le sujet, laissez ce bandeau (vous pouvez alors contacter les auteurs).
- Si vous supprimez le contenu mis en cause (vous pouvez préalablement contacter les auteurs),

argumentez précisément cette suppression dans la page de discussion
(un manque de référence n'est pas un argument ; une recherche réelle de référence doit avoir été effectuée, être formellement documentée).
Pour les articles homonymes, voir Save Me.
Pistes de The 2nd Law
Big Freeze
(9) Liquid State
(11)
Save Me est la 10e piste de l'album The 2nd Law du trio britannique Muse, paru le 1er octobre 2012. Il s'agit, avec Liquid State de deux morceaux très particuliers pour le groupe car ce sont les deux uniques chansons composées et interprétées par le bassiste du trio Christopher Wolstenholme.
Elles lui sont de plus très personnelles car elles traitent de ses problèmes familiaux liés à son alcoolisme.

## Histoire

### Le titre
Save me  signifie sauve-moi en anglais, en référence à l'alcoolisme, la détresse et le malheur vécu par le bassiste, Christopher Wolstenholme.

#### Le morceau
Il s'agit d'une première dans l'histoire du groupe car pour la première fois en 20 ans de carrière, c'est Christopher Wolstenholme qui tient le micro et chante à la place du chanteur habituel, Matthew Bellamy. C'est également le compositeur exclusif de ce morceau qui lui est si personnel. Ce devait être Matthew Bellamy une fois de plus pour ce morceau mais le thème abordé étant l'histoire personnelle et privée du bassiste, c'est finalement ce dernier qui interprétera ses deux créations.

### Sonorité
La chanson est dévoilée en première mondiale lors d'un concert à Cologne en Allemagne, le 20 septembre 2012. Elle commence calmement pour finir avec un son rock.

### Le thème
Dans l'interview accordée au NME pour la couverture du magazine, Chris Wolstenholme de Muse évoque son combat contre l'alcool. Son alcoolisme était tel pendant les sessions de l'album The Resistance en 2009 que Matthew Bellamy et Dom Howard se devaient souvent de travailler sans lui. "Boire toute la journée, tous les jours, est extrêmement nocif", explique le bassiste au NME. "J'en étais arrivé au point où je ne pouvais pas me lever le matin sans aller au frigo prendre une bouteille de vin et la boire d'une traite. Je tremblais. Je ne pouvais vivre sans".
Atteint physiquement, Chris Wolstenholme insiste aussi sur les dégâts psychologiques causés par l'alcool. "J'étais anxieux 24 heures sur 24. J'avais le sentiment que ma putain de vie était sur le point de se terminer. Tu as constamment peur sans savoir ce qui t'effraie. Je suis arrivé à un point où soit j'arrêtais, soit je continuais et je mourais. La même chose est arrivée à mon père qui est mort à 40 ans. J'ai passé la trentaine et j'ai pris conscience que je suivais son chemin. Il me restait 10 ans à vivre. Et 10 ans ce n'est pas très long". Avec l'aide d'un thérapeute, Chris est parvenu à vaincre sa maladie. Ce combat lui a inspiré deux morceaux qu'il chante sur The 2nd Law le prochain Muse : Save Me et Liquid State.